# Mårten Andersson
Pour les articles homonymes, voir Andersson.
Fredrik Mårten Andersson est un guitariste Suédois né le 26 novembre 1974 à Stockholm (Suède).